# 阿根廷LGBT权益
阿根廷的女同性恋、男同性恋、双性恋和跨性别群體（LGBT）权利位居世界前列。2010年7月15日，阿根廷将同性婚姻合法化，成为拉丁美洲第一个、美洲第二个、世界上第十个同性婚姻合法化的国家。1983年阿根廷过渡到民主国家后，其法律和公众舆论都变得更加包容和接受LGBT人群。
阿根廷还“拥有世界上最全面的跨性别法律之一”：2012年通过的性别认同法允许人们改变自己的法定性别，而无需面临激素治疗、手术或精神病诊断等障碍，这些障碍会将他们标记为有异常。由于这项法律，以及另类学校和第一个跨性别社區中心的创建，BBC Mundo在2014年报道称“阿根廷引领了世界上的跨性别革命”。2015年，世界卫生组织称阿根廷是提供跨性别权利的模范国家。
社会认可度也很高。在2020年皮尤研究中心的一项民意调查中，阿根廷被评为社會對同性戀的態度最积极的南美国家，约四分之三（76%）的受访者表示应该接受同性恋。该国首都和最大城市布宜諾斯艾利斯已成为LGBT旅游的重要接收地，并被誉为“南美同性恋之都”。尽管如此，针对LGBT人群、尤其是青少年的欺凌行为的报道仍然很常见。

## 概况
| 权利                                               | 法律状态                                         |
| -------------------------------------------------- | ------------------------------------------------ |
| 同性性行为合法                                     | 自1887年                                         |
| 同意年龄平等（13）                                 | 是                                               |
| 反歧视法                                           | 仅限罗萨里奥和布宜諾斯艾利斯；全国待定           |
| 仇恨犯罪法包括性取向和性别认同                     | 自2012年起，通过加重情节                         |
| 同性婚姻                                           | 自2010年起                                       |
| 同性伴侣关系认同（例如未登记的同居、生活伴侣关系） | 2002年始于布宜诺斯艾利斯                         |
| 同性伴侣收养继子女                                 | 自2010年起                                       |
| 同性伴侣共同收养                                   | 自2010年起                                       |
| 承认单身人士收养，无论性取向如何                   | 自1871年起                                       |
| 女同性恋、男同性恋和双性恋公开服役                 | 自2009年起                                       |
| 跨性别者公开服役                                   | 是                                               |
| 有权改变法律性别                                   | 自2012年起                                       |
| 第三性別选择                                       | 自2021年起                                       |
| 同性伴侣收养后的育嬰假                             | 收养后没有育嬰假，但可以由法官和集體談判协议授予 |
| 女同性恋孩子出生后可享受育嬰假                     | 母亲90天，伴侣2天，集体谈判协议可以给予更多天数  |
| 女同性恋试管婴儿                                   | 自2013年起                                       |
| 禁止LGBT迴轉治療                                   | 自2010年起                                       |
| 男同性恋商业代孕                                   | 不规范                                           |
| 男男性接触人群（MSM）允许献血                      | 自2015年起                                       |